# ماریانو پادی‌یا ئی راموس
ماریانو پادی‌یا ئی راموس (اسپانیایی: Mariano Padilla y Ramos‎؛ ۱۸۴۲ – ۲۱ نوامبر ۱۹۰۶) یک خواننده باریتون اپرا اهل اسپانیا بود. عمده شهرت او، اجرایِ درخشانِ نقشِ اصلی در اپرای «دون ژوان» اثر «ولفگانگ آمادئوس موتسارت» بود.
وی فنون آواز و خوانندگی را در شهر فلورانس و زیر نظرِ «تئودولو مابه‌لینی» فرا گرفت و در کشورهای گوناگونی به اجرای برنامه پرداخت.
ماریانو همان کسی است که سوپرانوی مشهور بلژیکی «دزیره آرتو»، که معشوقه و نامزد غیررسمی «چایکوفسکی» بود، با او ازدواج کرد.